# آرمسترانگ ویتورث سیسیت
آرمسترانگ ویتورث سیسیت (به انگلیسی: Armstrong Whitworth Sissit) یک هواگرد ساختِ کارخانهٔ آرمسترانگ ویتورث ایرکرفت در کشور بریتانیا است. این هواگرد برای نخستین بار در ۱۹۱۴ میلادی مورد استفاده قرار گرفت.